# ماريو مانزوني
ماريو مانزوني (بالإيطالية: Mario Manzoni)‏ (و. 1969  م) هو راكب دراجة هوائية، ومدير رياضي ‏ إيطالي، شارك في شوليه باي دي لوار 1998 ‏.

## روابط خارجية
- ماريو مانزوني على موقع أرشيف الدراجات (الإنجليزية)
- ماريو مانزوني على موقع إحصائيات الدراجات الإحترافية (الإنجليزية)
- ماريو مانزوني على موقع CycleBase (الإنجليزية)